# Hank Earl Carr
Hank Earl Carr (* 31. Januar 1968 in Atlanta, Georgia; † 19. Mai 1998 in Brooksville, Florida) war ein US-amerikanischer Gewaltverbrecher. Am 19. Mai 1998 tötete er in Florida einen vierjährigen Jungen, zwei Police Detectives und einen Highway Patrol Trooper, ehe er sich nach einer mehrstündigen Geiselnahme selbst erschoss.

## Frühes Leben
Hank Carr war der Sohn eines Lkw-Fahrers und einer Krankenschwester. Er besuchte die Englewood Elementary School und wurde 1984 in die Lemon Bay High School eingeschrieben, die er jedoch nach knapp drei Wochen abbrach. Seine Eltern ließen sich scheiden, als er zwei Jahre alt war, im Alter von 14 Jahren zog er von zu Hause aus und versuchte auf eigenen Beinen zu stehen. Mit 15 wurde er erstmals wegen Autodiebstahls festgenommen, mit 17 ein weiteres Mal wegen Körperverletzung. 
Im Alter von 18 Jahren wurde er schließlich wegen Einbruchs, Körperverletzung und Diebstahls verurteilt und in Sarasota County, Florida, inhaftiert. Er wurde zwar vorzeitig aus der Haft entlassen, jedoch nach weniger als einem Jahr wegen Verstoßes gegen seine Bewährungsauflagen erneut inhaftiert. Im April 1989 wurde er wegen Drogenbesitzes, Widerstand gegen die Polizei und Angriff auf einen Vollzugsbeamten zu viereinhalb Jahren Haft verurteilt, jedoch noch im Jahr 1990 im Zuge eines staatlichen Entlassungsprogrammes erneut vorzeitig entlassen.
Da ihm noch im selben Jahr eine erneute Haftstrafe wegen schwerer Körperverletzung drohte, zog er nach Marietta, Ohio. Dort lernte er die verheiratete Bernice Bowen und ihre beiden Kinder kennen. Doch auch in Marietta kam er mit dem Gesetz in Konflikt. Er wurde verdächtigt, vor den Augen von Kindern einen Welpen totgetreten sowie einen Nachbarshund erschossen zu haben. Carr war Besitzer mehrerer Handfeuerwaffen, darunter auch Sturmgewehre. Im August 1992 wurde, nur rund zwei Meilen von seinem Wohnhaus entfernt, die Leiche der einem Sexualmord zum Opfer gefallenen, 18-jährigen Rhonda Manley aufgefunden. Carr war damals als Verdächtiger vernommen, jedoch aufgrund fehlender Beweise nicht weiter belangt worden. Der Mord konnte erst 2002 dem vorbestraften Aubrey Davis nachgewiesen werden. Da Carr nur im Verbrecherregister des Staates Florida und nicht im nationalen Strafcomputerindex vermerkt war, blieb den Beamten in Ohio dessen kriminelle Vorgeschichte verborgen.  
Trotz eines ausstehenden Haftbefehls in Florida zog er mit Bernice Bowen und ihren beiden Kindern, der fünfjährigen Kayla und dem vierjährigen Joey Bennett, im Jahr 1995 zurück nach Florida, ab 1997 lebten sie in Tampa.

## Tod von Joey Bennett
Am Vormittag des 19. Mai 1998 fuhren Hank Carr und seine Freundin zu einer nahen Feuerwache in Tampa und baten um Hilfe für Joey Bennett, der eine Schussverletzung im Gesicht aufwies. Trotz sofortiger Rettungsmaßnahmen der Feuerwehrleute und hinzugezogener Sanitäter starb der Junge, ohne das Bewusstsein wiedererlangt zu haben. Während die Mutter des Jungen in der Feuerwache blieb, fuhr Carr aus unbekanntem Grund zurück in die Wohnung, wo er von alarmierten Polizisten angetroffen wurde.
Carr gab sich den Beamten gegenüber als Joseph Bennett zu erkennen, den Ehemann seiner Freundin und Vater von Joey Bennett. Er sagte aus, den Jungen bei einem Unfall erschossen zu haben, als er ein geladenes Gewehr beiseitelegen wollte. Die Beamten gingen davon aus, tatsächlich Joseph Bennett vor sich zu haben, da Carr dessen Geburtsdatum nennen konnte und seine Alias-Identität auch von Bernice Bowen bestätigt wurde. Die Beamten gingen anfangs von einem Unfall aus und wollten die Aussagen im Polizeibüro protokollieren. Womöglich aus Angst, seine wahre Identität könnte dabei bekannt werden, unternahm Carr plötzlich einen Fluchtversuch zu Fuß, wurde jedoch von mehreren Beamten eingeholt und festgenommen.   
Obwohl die Beamten nun misstrauischer geworden waren, blieb Carrs wahre Identität weiterhin verborgen. Nach einer kurzen Befragung im Polizeibüro fuhren die Beamten mit Carr zurück zu seiner Wohnung und begannen mit der Tatortbegehung. Dabei beschlagnahmten sie auch die Tatwaffe, einen Simonow SKS-45-Selbstladekarabiner und eine weitere Waffe dieses Typs. Laut späterer Aussage eines der Beamten passten die Aussagen von Carr nicht mit den am Tatort aufgefundenen Spuren überein.

## Flucht
Anschließend wurde Carr auf die Rückbank eines Zivileinsatzfahrzeugs vom Typ Ford Taurus gesetzt und sollte von den beiden Tampa Police Detectives Randy Scott Bell (44) und Rick Joe Childers (46) zurück zum Polizeibüro gebracht werden. Da die Beamten den Verhafteten als nicht gefährlich eingestuft hatten, war er nicht gründlich durchsucht und seine Hände vor dem Körper anstatt hinter dem Rücken mit Handschellen gefesselt worden. Die beschlagnahmten Waffen transportierten sie zusammen mit der scharfen Munition im Kofferraum. Zudem nahmen die beiden Beamten auf den vorderen Sitzen Platz, die nicht durch ein Gitter von der Rückbank getrennt waren.
Während der Fahrt öffnete sich Carr mit einem an seiner Halskette befestigten Nachschlüssel die Handschellen und konnte in der Mitte einer Ausfahrt der Interstate 275 in Tampa dem Beamten am Steuer die Dienstwaffe aus dem Schulterholster entreißen. Während Detective Childers sofort durch einen Kopfschuss getötet wurde, kam es zwischen Carr und Detective Bell zu einem Handgemenge, wobei Carr auch diesen schließlich durch einen Kopfschuss ermordete und auch noch dessen Dienstwaffe an sich nahm. Anwohner, die den Vorfall beobachtet hatten, verständigten die Polizei. Carr nahm anschließend sein Selbstladegewehr samt Munition aus dem Kofferraum und eignete sich mit Waffengewalt einen haltenden Ford Ranger an, dessen Besitzer die Flucht ergriff.
Carr flüchtete anschließend über die Interstate 75, wobei er nach kurzer Zeit vom Florida Highway Patrol Trooper James Bradford-Jean Crooks (23) entdeckt und verfolgt wurde. An der Ausfahrt zur Florida State Road 54 in Pasco County stoppte Carr seinen Wagen. Patrol Trooper James Crooks befand sich erst seit wenigen Monaten im Dienst und befragte über Funk seinen Vorgesetzten über die weitere Vorgehensweise, als Carr mit dem Selbstladegewehr ausstieg und Crooks durch die Windschutzscheibe in den Oberkörper schoss. Anschließend ging Carr ans Seitenfenster und tötete den Beamten mit einem Kopfschuss aus kurzer Entfernung.
Carr flüchtete anschließend weiter über die Interstate 75, wobei er sich mit der Polizei über rund 22 Meilen eine wilde Schießerei lieferte. Er beschädigte zwei Streifenwagen und einen Polizeihubschrauber, wobei zwei Beamte verletzt wurden. Auch zwei Fernfahrer wurden verletzt, als Carr ihren Lkw getroffen hatte. Einer wurde von einem Projektil in die Schulter getroffen, welches seinen linken Arm zertrümmerte. Beim Durchbrechen einer Straßensperre an der Grenze zu Hernando County wurde Carr von der Polizei angeschossen und schwer verletzt, zudem wurden die Reifen seines Fluchtwagens zerstört.

## Geiselnahme
Er verließ anschließend die Interstate über die Ausfahrt zur Florida State Road 50 und stürmte in Brooksville eine Shell-Tankstelle, in der er die schwangere, 27-jährige Angestellte Stephanie Kramer als Geisel nahm. Vor der Tankstelle versammelten sich in kurzer Zeit über 100 Einsatzfahrzeuge und mehr als 200 Beamte aus vier Countys. Carr wurde anschließend in der Tankstelle unter anderem vom lokalen Radiosender WFLA 970 und der Tampa Bay Times angerufen und interviewt, wobei Carr den Tod von Joey Bennett weiterhin als Unfall bezeichnete. Bilder von der Tankstelle mit dem massiven Polizeiaufgebot wurden inzwischen von Nachrichtensendern live im TV ausgestrahlt. 
Carr befand sich mit seiner Geisel hinter dem Verkaufstresen, der durch schusssicheres Glas geschützt war, weshalb die positionierten Scharfschützen nicht eingesetzt werden konnten. Carr versprach, seine Geisel gehen zu lassen, wenn er mit Bernice Bowen sprechen könne, worauf diese mit einem Polizeihubschrauber eingeflogen wurde. Nachdem sie mehrmals miteinander telefoniert und Carr sich verabschiedet hatte, ließ er die Geisel frei. Nachdem die Geisel in Sicherheit gebracht worden war, sprengte das Bombenkommando der Polizei von Tampa zwei Löcher in die Rück- und Seitenwand des Gebäudes, durch die schließlich Spezialeinheiten aus Hernando County unter Einsatz von Tränengas die Tankstelle stürmten. Hank Carr hatte sich jedoch inzwischen durch einen Kopfschuss bereits selbst getötet.

## Trivia
Vom tödlichen Schuss auf Joey Bennett bis zum Suizid von Hank Carr vergingen knapp zehn Stunden, dabei legte Carr fast 50 Meilen von Tampa, Hillsborough County bis Brooksville, Hernando County zurück. Die Geiselnahme in der Tankstelle hatte knapp viereinhalb Stunden gedauert. 
Dass in Florida drei Beamte an nur einem Tag ermordet wurden, hatte es zuletzt am 1. April 1976 gegeben. Als Reaktion auf den Tod von Randy Bell, Rick Childers und James Crooks ließ Floridas Gouverneur Lawton Chiles alle Flaggen an staatlichen Gebäuden auf halbmast setzen.    
Neben einem Lehrvideo für die Polizei entstand aus Originalfilmaufnahmen von Hank Carrs Verhaftung und Geiselnahme auch eine Folge für die Reality-TV-Serie World's Wildest Police Videos (im deutschen Fernsehen ausgestrahlt unter dem Titel „Im Einsatz, die spektakulärsten Polizeivideos der Welt“).
Der Sender TruTV widmete dem Ereignis unter dem Titel „The Killer's Wife“ eine Folge für die TV-Serie Crime Stories. Zudem wurde der ganze Fall vom Sender Investigation Discovery in der Dokumentation „Negotiating With a Mad Man“ verfilmt. 
Da Bernice Bowen den Behörden trotz mehrerer Verhöre die wahre Identität von Hank Carr verschwiegen hatte, wurde sie mitschuldig am Tod der drei Beamten gesprochen und zu 21 Jahren Haft verurteilt.